# Narosodes reversa
Narosodes reversa là một loài bướm đêm thuộc phân họ Arctiinae, họ Erebidae.